# 石桥乡 (乌苏市)
石桥乡，是中华人民共和国新疆维吾尔自治区塔城地区乌苏市下辖的一个乡镇级行政单位。

## 行政区划
石桥乡下辖以下地区：
昌德村、梭梭村、石桥村、一棵树村、杨树村、塔勒德村、托浪格勒村和苏布尔干村。